# 鄢福初
鄢福初（1962年10月—），男，汉族，湖南新化人，中华人民共和国政治人物，无党派人士，第十三届全国人民代表大会湖南地区代表。

## 生平
2018年2月24日，当选为第十三届全国人大代表。2020年6月2日，当选为湖南省文学艺术界联合会主席。2021年1月27日，担任中国书法家协会副主席。